# La Maison enragée
 (décembre 2019).
 (décembre 2019).
- Si vous ne connaissez pas le sujet, laissez ce bandeau (vous pouvez alors contacter les auteurs).
- Si vous supprimez le contenu mis en cause (vous pouvez préalablement contacter les auteurs),

argumentez précisément cette suppression dans la page de discussion
(un manque de référence n'est pas un argument ; une recherche réelle de référence doit avoir été effectuée, être formellement documentée).
La Maison enragée est une nouvelle écrite par Richard Matheson, publiée dans la revue Fantastic en janvier-février 1953, par Ziff Davis Publishing Co sous le nom de Mad House, traduite par Alain Dorémieux dans Fiction no 225 en septembre 1972, puis reprise dans Miasmes de mort, une anthologie d'Alain Dorémieux, chez Presse Pocket, en 1988 (traduction revue par Jacques Chambon pour la présente édition).

## Résumé
Cette nouvelle raconte l’histoire d’un personnage nommé Chris, professeur dans une université, vivant avec sa femme Sally. Chris est un homme malchanceux. Il lui arrive de petits problèmes peu graves, mais qui, cumulés, deviennent agaçants : un crayon qui se casse, une machine à écrire qui refuse de fonctionner de manière naturelle… Sa femme, ne supportant plus le comportement irrité de son mari, décide à contrecœur de le quitter. Un ami parle à Chris d’un phénomène scientifique qui pourrait se produire dans sa maison : les éléments seraient imprégnés de son énervement car le héros, pris de colère, frappe les murs et insulte les objets. À la fin de la nouvelle, le personnage meurt agressé par son rasoir ; mais le récit se termine par le constat : « mort par automutilation ». Le lecteur peut donc se demander si les objets possédés ont véritablement tué Chris ou non.

## Un récit fantastique
Cette nouvelle est un récit fantastique. Elle laisse en effet un doute au lecteur, selon la définition de Tzvetan Todorov dans son Introduction à la littérature fantastique : {{citation|Le fantastique occupe le temps de [l'] incertitude}} : le lecteur ne sait en effet plus très bien si les évènements sont surnaturels ou si le personnage a vraiment imprégné les éléments de sa colère. Si le narrateur adopte généralement un point de vue interne permettant cette incertitude, il apparaît parfois omniscient lorsque, durant de courts passages, il mentionne ce que les personnages ne savent pas ou n'entendent pas : "Il n'entend pas le bruissement qui s'élève de la corbeille". A la fin du récit, on peut imaginer deux raisons à la mort de Chris : soit tous les objets se sont ligués contre le personnage, soit ce dernier est devenu fou et s'est suicidé : « sa main plongea dans l’armoire de toilette […] Elle ressortit armée du rasoir ». La façon dont meurt le personnage fait en outre glisser le récit vers l’horreur.